# Панкратида
Панкратида (Панкрато) — персонаж греческой мифологии. 
Дочь Алоэя и Ифимедеи.
Похищена фракийцами, стала женой их царя на Наксосе Агассамена. Позже фракийцы были побеждены Алоадами, но Панкратида умерла. По другой версии, в неё влюбились Скеллид и Агассамен и убили друг друга.